# Vuelvo (canción de Beto Cuevas)
«Vuelvo» es una canción escrita e interpretada por el cantante y compositor chileno Beto Cuevas, incluida originalmente en su álbum de estudio debut, Miedo escénico (2008). Este sencillo marca el regreso a los escenarios de uno de los iconos del rock en español de los últimos años. Fue lanzada el 11 de agosto de 2008. La canción fue escrita durante 2007 en Los Ángeles, California.

## Video musical
El video musical fue filmado en Los Ángeles en agosto de 2008, y fue dirigido por él mismo. 
Fue estrenado el 1 de septiembre de 2008. El video muestra a Beto Cuevas caminando por las calles y tocando su guitarra y cantando, mientras lleva camisetas de colores y de ser seguido por una chica. El video musical se estrenó en MTV Latinoamérica de 12 de septiembre de 2008, y llegó a su punto máximo en el número 2 en el Los 10 + Pedidos de Argentina, y un pick en el número 8 en Los 10 + Pedidos Chile. El 30 de septiembre de 2008 los videos musicales se publicaron en la iTunes Store Estados Unidos.